# Сокоману, Джордж
Джордж Сокоману (фр. George Sokomanu; ати (вождь), род. 13 января 1937) — государственный деятель Вануату, первый президент страны.

## Биография
Закончив учительский колледж (учился в столице, Порт-Виле и на Фиджи), работал учителем, служащим (с 1957 года). В 1969 году был избран членом Консультативного Совета колониальной администрации.
В 1971 году был одним из основателей Национальной партии, выступавшей за независимость колонии-кондоминиума Новые Гебриды (ныне Вануату).
В 1974 году закончил Южнотихоокеанский университет (курс административного управления) и работал в колониальной администрации. В 1976 году избрался в парламент. В 1978—1979 годах занимал пост министра местного управления. В 1979 году занял пост вице-премьера и министра внутренних дел в правительстве Уолтера Лини.
Был избран президентом (церемониальная должность) после провозглашения независимости страны в июле 1980 года. Оставил пост в феврале 1984, но был переизбран и восстановлен в должности в марте того же года.
16 декабря 1988 года распустил парламент, а 18 декабря отстранил от должности тогдашнего премьер-министра Уолтера Лини и назначил нового главу правительства, своего племянника, вице-премьера Барака Сопе; однако Верховный суд страны отменил решение президента уже на следующий день. Д. Сокоману вместе с Б. Сопе и 6 членами его правительства были арестованы. 13 января 1989 года был отстранён от должности за «должностной грубый проступок».
В 1993—1996 годах занимал пост генерального секретаря Тихоокеанской сообщества.
Выступает против программы «гражданство за инвестиции». «Продажа зеленых паспортов Вануату лишает нас самобытности и того, кем мы, ни-вануату, являемся на своей земле».
Награждён Орденом Вануату.